# Colombias Davis Cup-lag
Colombias Davis Cup-lag styrs av Colombias tennisförbund och representerar Colombia  i tennisturneringen Davis Cup, tidigare International Lawn Tennis Challenge. Colombia debuterade i sammanhanget 1959, och har bland annat spelat semifinal i Amerikazonen 1974 och 1981.